# Froster Soak City
Pour les articles homonymes, voir Soak City.
Froster Soak City est un ancien parc aquatique, rattaché au complexe de loisirs Place de l'Ontario (en), à Toronto, en Ontario, Canada. Il a fermé définitivement en 2012.

## Attractions
- Rush River Raft Ride
- Pink Twister
- Purple Pipeline
- Hydrofuge
- Aire de jeux aquatiques pour enfants

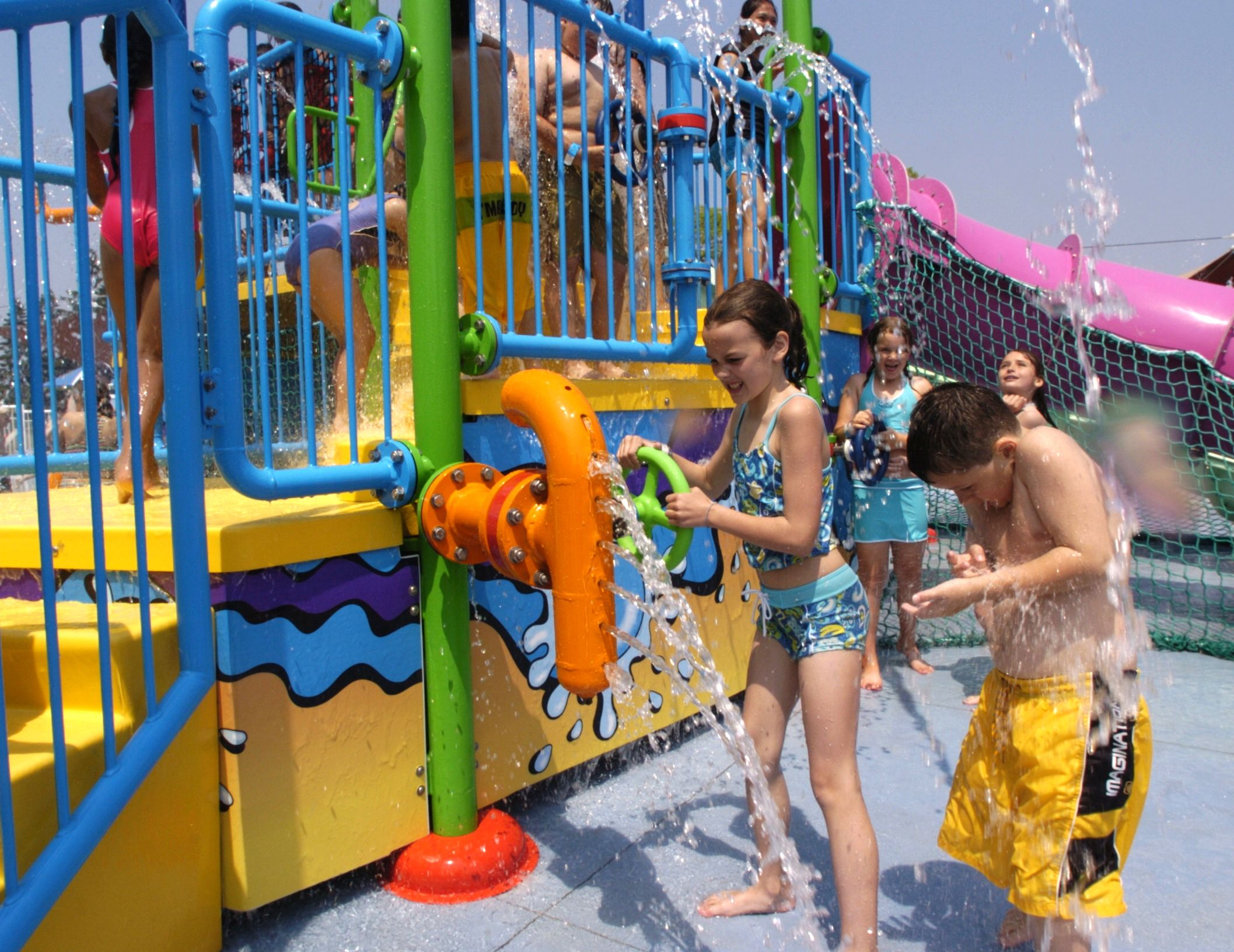
Aire de jeu aquatique interactive.